# 阮有度
阮有度（越南语：／；1832年—1888年12月18日），字希裴（越南语：／），號宋溪（越南语：／），越南阮朝大臣。同慶帝皇后阮氏嫻、成泰帝玄妃阮有氏娥之父。

## 生平
阮有度祖籍清化省河中府宋山縣上伴總嘉苗外庄（今屬清化省河中縣河隆社嘉苗村）。年幼時曾學“乾元亨利貞”五字，過了七個月依然不會說，被同齡孩子嘲笑。曾經誤跌入湯鍋之中，幸好得到名醫醫治。後在海邊落入海中，水流湍急，幸得沙嘴阻擋，才免一死。知道的人都說阮有度大難不死，必有後祿。
阮有度有志於科舉，但屢試不第。又轉入太學苦讀。嗣德二十年（1866年）中举人。初授荊門府教授，後為堯封縣知縣。當時海賊勢力正盛，阮有度到任後訓練壯丁，準備船隻，在春盎、河源和樂園等地屢次和海賊交戰，大破海賊。嗣德二十六年（1873年），阮有度前往商辦廣安省務。當時法國殖民者和越南義軍在北圻作戰，北圻城池多不守。阮有度與巡撫胡仲挺商議修繕城池。恰好有水賊來襲，阮有度在蘿屯擊退敵人。過了一個月，阮文祥和法國統察飛勒乘船來講和，在海門遇到阮有度，邀其前往海陽權攝布政使一職。後改幫辦海陽省務。嗣德二十七年（1874年），授監督海防工所，又權攝剿撫使。賊胡萬率眾來攻海陽省城，法國統帥從海防令小火船來探聽消息，謝現以為是賊船，下令開炮轟擊。法人放言要來日攻破省城報仇。阮有度請牧師代為解釋緣由，平息了此事，並請法人出兵剿除了海賊。
嗣德二十八年（1875年），阮有度升任鴻臚寺卿，充商政兼督海防。該年阮有度請假回京，嗣德帝向其詢問北圻之事。阮有度向嗣德帝陳奏北圻有三大難題：一是堤政，二是流民，三是商政。並提出了自己的解決辦法。後任吏部辦理充參辦商舶事務。又因上奏會試場官泛取不當一事獎授光祿寺卿，領河內巡撫兼掌商政。嗣德三十五年（1882年）春，河內失守，阮有度充副欽差，領河內巡撫，與正使陳廷肅同抵河內。十一月，改任河寧總督，上疏推辭，不獲允許。咸宜元年（1885年），任侍郎，權理河內總督。五月，咸宜帝出奔抗法。阮有度同法人進京，與尊人廷臣一道上奏太皇太后，請以堅江郡公阮福膺豉為帝。該年秋，堅江郡公繼位，是爲同慶帝，加阮有度為保國勳臣、太師、勤政殿大學士、機密院大臣、北圻經略大使，晉封永賴伯（越南语：／），兼顧諸部衙事務。身為輔政大臣，和阮文祥、潘廷評三人代理执掌朝政。同慶元年（1886年），廣平黃有福作亂，阮有度奏請御駕親征，阮有度充任御前統帥軍務大臣。九月，同慶帝欲封阮有度侯爵，阮有度堅辭不受。
阮有度第三女阮氏嫻受封皇貴妃，阮有度請求援例辭去職務，未獲允准。同慶二年（1887年），阮有度再度擔任北圻經略大使，同慶帝特賜良玉如意和龍牌。同慶三年（1888年）正月，晉封永賴郡公（越南语：／）。同年（1888年）冬，阮有度因病在河內去世。同慶帝輟朝三日，優賜紗帛錢文。北圻法國官員也按法人習俗，臂懸黑布，以示悼念。
啟定二年（1917年）正月，啟定帝追贈阮有度為永國公（越南语：／）。啓定三年（1918年），啟定帝出巡北圻，為阮有度永國公生祠題詩：“推轂先皇重委卿，北方萬里倚長城。澤民致主功猶在，不負千秋不朽名。”

## 子女
阮有度共有6子7女。

### 子
- 長子阮有廊，太常寺卿，封普賴伯
- 次子阮有庠，歷授河南、興安按察使
- 三子阮有𢈚，字宋海，歷任清化按察使、平定布政使、禮部參知，保大十二年七月二十四日（1937年8月29日）去世，壽五十六歲[4]
  - 孫阮有廡
  - 孫阮有（尞），娶阮福膺䘗孫女[5]
- 四子阮有庇，尚同慶帝長女玉林公主阮玉以娛，历任礼部参知、富安巡抚、广治巡抚、国史馆纂修
- 五子阮有廞，尚育德帝八女新豐公主阮玉珠環，保大十年十月二十一日（1935年11月16日）去世
- 六子阮有慶

### 女
- 長女阮氏好
- 次女阮氏嫻，同庆帝皇貴妃，後尊為皇太后和太皇太后，諡輔天純皇后。
- 三女阮氏婉，嫁堅郡公阮福膺𧯦，子堅鄉公阮福寶豐，孫阮福永𧯢
- 四女阮氏安
- 五女阮氏嫦
- 六女阮氏娥，成泰帝一階玄妃
- 七女阮氏媛

## 腳註
1. ↑  .   [2014-03-12]. （原始内容存档于2014-03-03）.
2. ↑  .   [2016-07-26]. （原始内容存档于2016-08-18）.
3. ↑  .   [2017-05-28]. （原始内容存档于2016-10-11）.
4. ↑  哀信 （页面存档备份，存于）.《長安報》1937年9月3日第252期
5. ↑  Nguyen, Huu Giao. . Éditions de la Table ronde. 2003  [2024-11-19]. ISBN 9782710324782. （原始内容存档于2024-06-24） （法语）.